# Llanuras de Esperance
Llanuras de Esperance, también conocido como distrito botánico de Eyre, es una región biogeográfica en el sur de Australia Occidental en la costa meridional entre las biorregiones de Avon y Hampton, y limita al norte con la región de Mallee. Se trata de una llanura salpicada de afloramientos y sierras graníticas y cuarzosas, de clima mediterráneo semiárido y con una vegetación mayoritariamente de brezal y matorral proteáceo. Alrededor de la mitad de la región ha sido despejada para la agricultura intensiva. Reconocida como una biorregión bajo la regionalización biogeográfica provisional para Australia (IBRA), fue definida por primera vez por John Stanley Beard en 1980.

## Geografía y geología
Las llanuras de Esperance pueden aproximarse como la tierra dentro de los 40 kilómetros (24,9 mi) de la costa entre Albany y Point Culver en la costa sur de Australia Occidental. Tiene una superficie de unos 29 000 kilómetros cuadrados (11 196,9 mi²), lo que lo convierte en aproximadamente el 9% de la provincia del suroeste, el 1% del estado y el 0,3% de Australia. Limita al norte con la región de Mallee y al oeste con la región del bosque de Jarrah. La región está escasamente poblada; las únicas ciudades destacadas son Bremer Bay, Ravensthorpe, Hopetoun y Esperance.

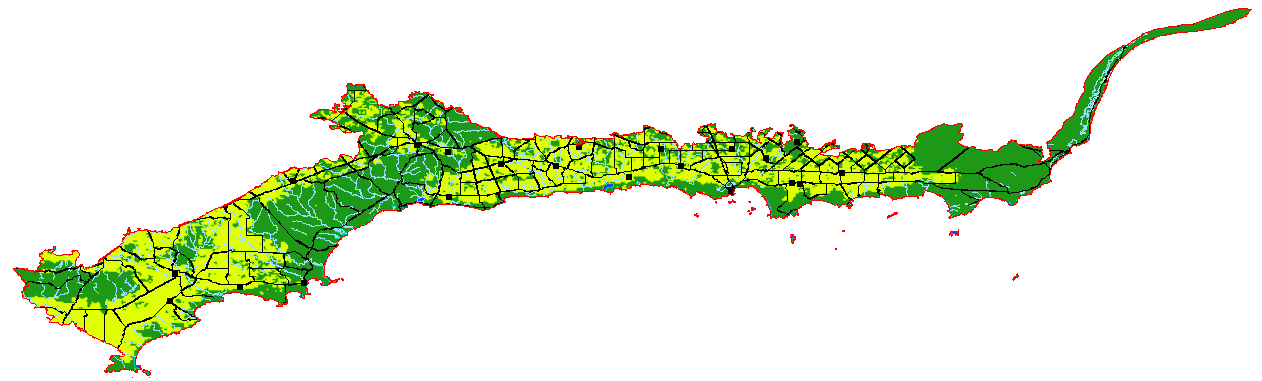
La región de las Llanuras de Esperance, con áreas agrícolas en amarillo y vegetación nativa en verde

La topografía de la región consiste en una llanura que se eleva desde cerca del nivel del mar hasta una altitud de unos 200 m, rota en lugares por afloramientos de cúpulas de granito y rangos de cuarcita. El suelo son sedimentos del Eoceno que recubren arcilla o grava de piedra de hierro derivada del orógeno de Albany-Fraser.

## Clima
La región de las llanuras de Esperance tiene un clima mediterráneo cálido y seco, con cinco a seis meses secos. Las precipitaciones en invierno suelen oscilar entre 500 y 700 milímetros.

## Vegetación

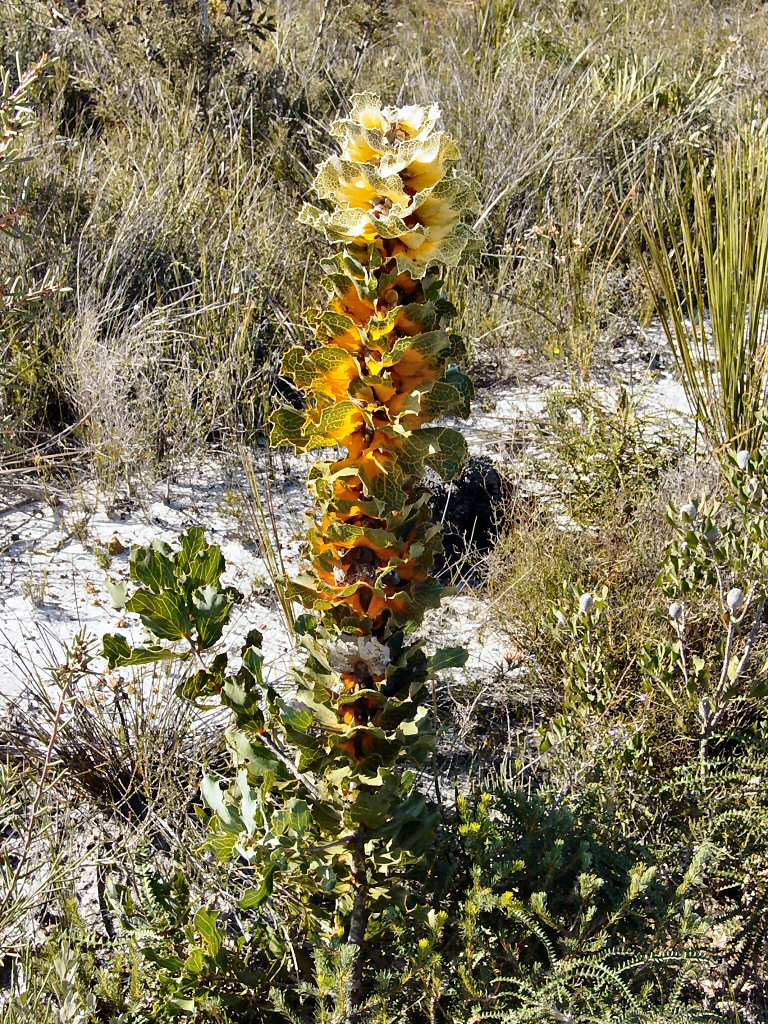
Hakea victoria (hakea real) es endémica de la región de llanuras de Esperance.

La principal formación vegetal de la región de las llanuras de Esperance es brezales de mallee; esta cubre alrededor del 58% de la región. Otras formas de vegetación significativas incluyen mallee (17%), matorral (13%) y matorral costero (4%). Hay muy pocos bosques; las únicas comunidades boscosas son algunas de Eucalyptus marginata (jarrah), Corymbia calophylla (marri) y E. wandoo (wandoo) en valles de la cordillera Stirling (1%); y algo de Eucalyptus loxophleba (goma de York) y Eucalyptus occidentalis (yate de copa plana) en zonas bajas. También hay una pequeña cantidad de bosque bajo en islas frente a la costa. El 1,7% de la región no tiene vegetación.
A partir de 2007, se sabe que las llanuras de Esperance contienen 3506 especies de plantas vasculares autóctonas y otras 294 especies exóticas naturalizadas. La flora en peligro de extinción de la región consta de 72 especies, y otras 433 especies han sido declaradas flora prioritaria según la lista de flora prioritaria y rara declarada del Departamento de Ambiente y Conservación.

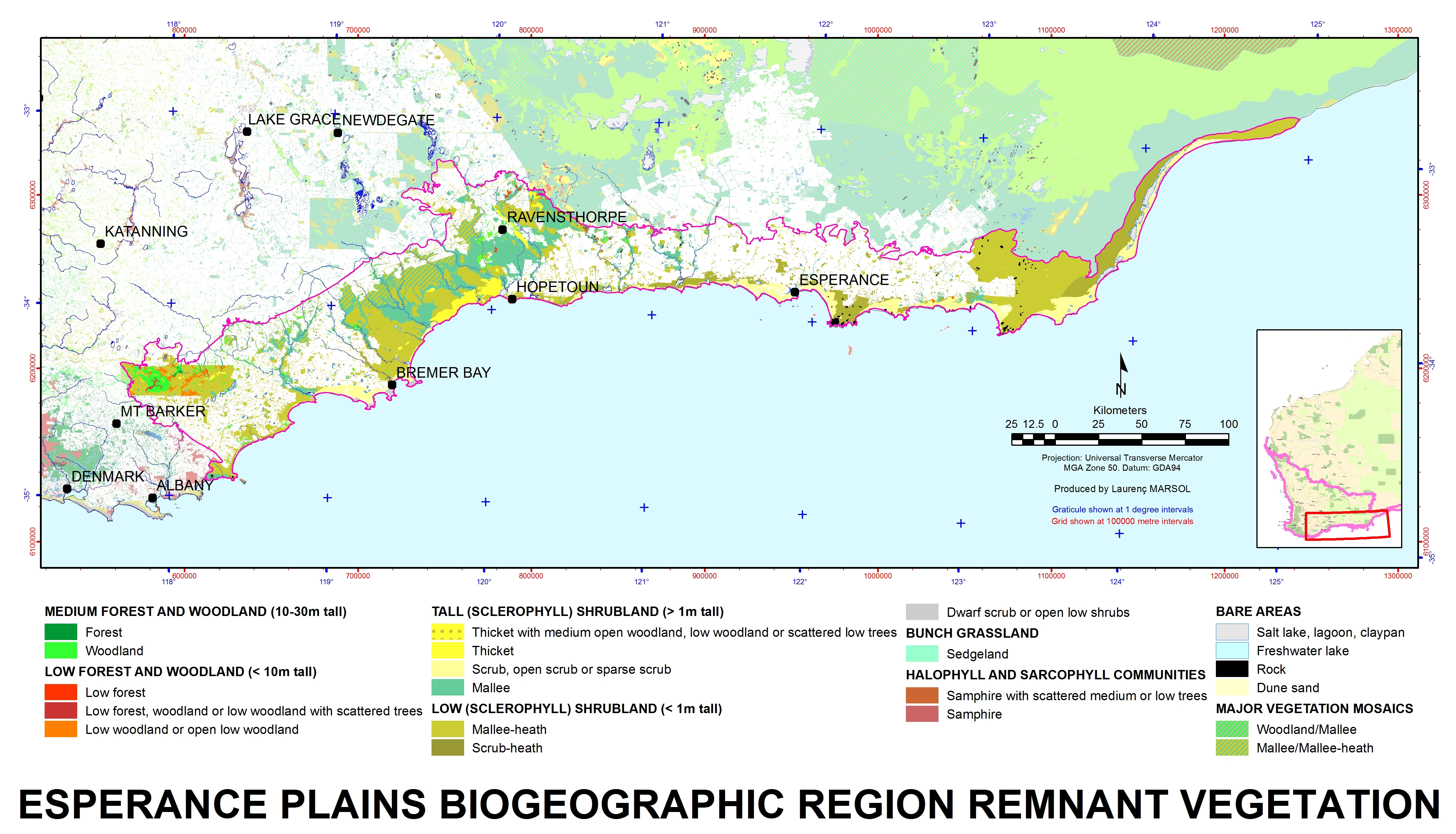
La región biogeográfica Llanuras de Esperance, con vegetación tipo remanente fisonómica.

## Uso del suelo
Aproximadamente el 87% de la región se encuentra dentro de lo que el Departamento de Agricultura y Alimentos llama "zona de uso intensivo de la tierra", el área de Australia Occidental que se ha despejado y desarrollado en gran medida para la agricultura intensiva, como cultivos y ganadería. Dentro de esta área, el 45,4% de la vegetación nativa permanece sin desbrozar. El 13% restante de la región se encuentra dentro de la "Zona de Uso Extensivo del Suelo", donde la vegetación nativa no ha sido talada pero puede haber sido degradada por el pastoreo de animales introducidos y/o cambios en el régimen de incendios. Por lo tanto, se ha limpiado alrededor del 47,3% del total de la región de mallee. La mayor parte de la limpieza fue realizada por el Gobierno de Australia Occidental entre 1949 y 1969 en el marco de tres programas: el programa War Service Settlement, el programa Civilian Settlement posterior y el programa Esperance Land Development. Los dos primeros fueron programas de asentamiento asistido en los que el Gobierno despejó, cercó y sembró tierras vírgenes de la Corona y luego las vendió a aspirantes a colonos; la última fue una sociedad con una empresa estadounidense que desarrolló cerca de 5000 kilómetros cuadrados (1930,5 mi²) de terreno cerca de Esperance en venta. Ha habido muy poca limpieza desde 1980.
Más de la mitad de la vegetación restante se encuentra ahora en áreas protegidas, como el Parque Nacional Río Fitzgerald y la Reserva Natural Nuytsland.